# Jared Connaughton
Pour les articles homonymes, voir Connaughton.
Jared Connaughton (né le 20 juillet 1985 à Charlottetown, Île-du-Prince-Édouard) est un athlète canadien, spécialiste du sprint.

## Biographie
Il mesure 1,75 m pour 74 kg. Son club est l'Eastern Stride Athletics et il réside à Arlington au Texas où il étudie à l'Université du Texas d'Arlington. Connaughton a représenté le Canada aux Jeux olympiques d'été de 2008 (Pékin) et de 2012 (Londres), participant chaque fois au 200 m et au relais 4 × 100 m.
À Londres, l'équipe du relais canadien, formée de Connaughton, Gavin Smellie, Oluseyi Smith et Justyn Warner se qualifie pour la finale et termine la course troisième. Le quatuor fête alors la médaille de bronze mais déchante lorsqu'on annonce quelques minutes plus tard leur disqualification. En effet, les officiels ayant consulté les reprises jugent que Connaughton a touché la ligne intérieure de son couloir alors qu'il s'apprêtait à remettre le témoin à Warner. C'est finalement le quatuor de Trinité-et-Tobago qui reçoit la médaille de bronze.

## Palmarès
| Date | Compétition               | Lieu           | Résultat | Épreuve   | Temps   |
| ---- | ------------------------- | -------------- | -------- | --------- | ------- |
| 2007 | Jeux panaméricains        | Rio de Janeiro | 2e       | 4 × 100 m | 38 s 87 |
| 2008 | Jeux olympiques           | Pékin          | 5e       | 4 × 100 m | 38 s 66 |
| 2009 | Championnats du monde     | Berlin         | 5e       | 4 × 100 m | 38 s 39 |
| 2012 | Jeux olympiques           | Londres        | finale   | 4 × 100 m | DQ      |
| 2013 | Jeux de la Francophonie   | Nice           | 4e       | 100 m     | 10 s 61 |
| 2013 | Jeux de la Francophonie   | Nice           | 1er      | 4 × 100 m | 39 s 14 |
| 2014 | Relais mondiaux de l'IAAF | Nassau         | 6e       | 4 × 100 m | 38 s 55 |

## Records
| Épreuve              | Performance | Lieu      | Date           |
| -------------------- | ----------- | --------- | -------------- |
| 60 mètres (en salle) | 6 s 64      | Gand      | 8 février 2009 |
| 100 mètres           | 10 s 15     | Arlington | 2 mai 2008     |
| 200 mètres           | 20 s 30     | Fortaleza | 8 mai 2012     |